# Boscastle

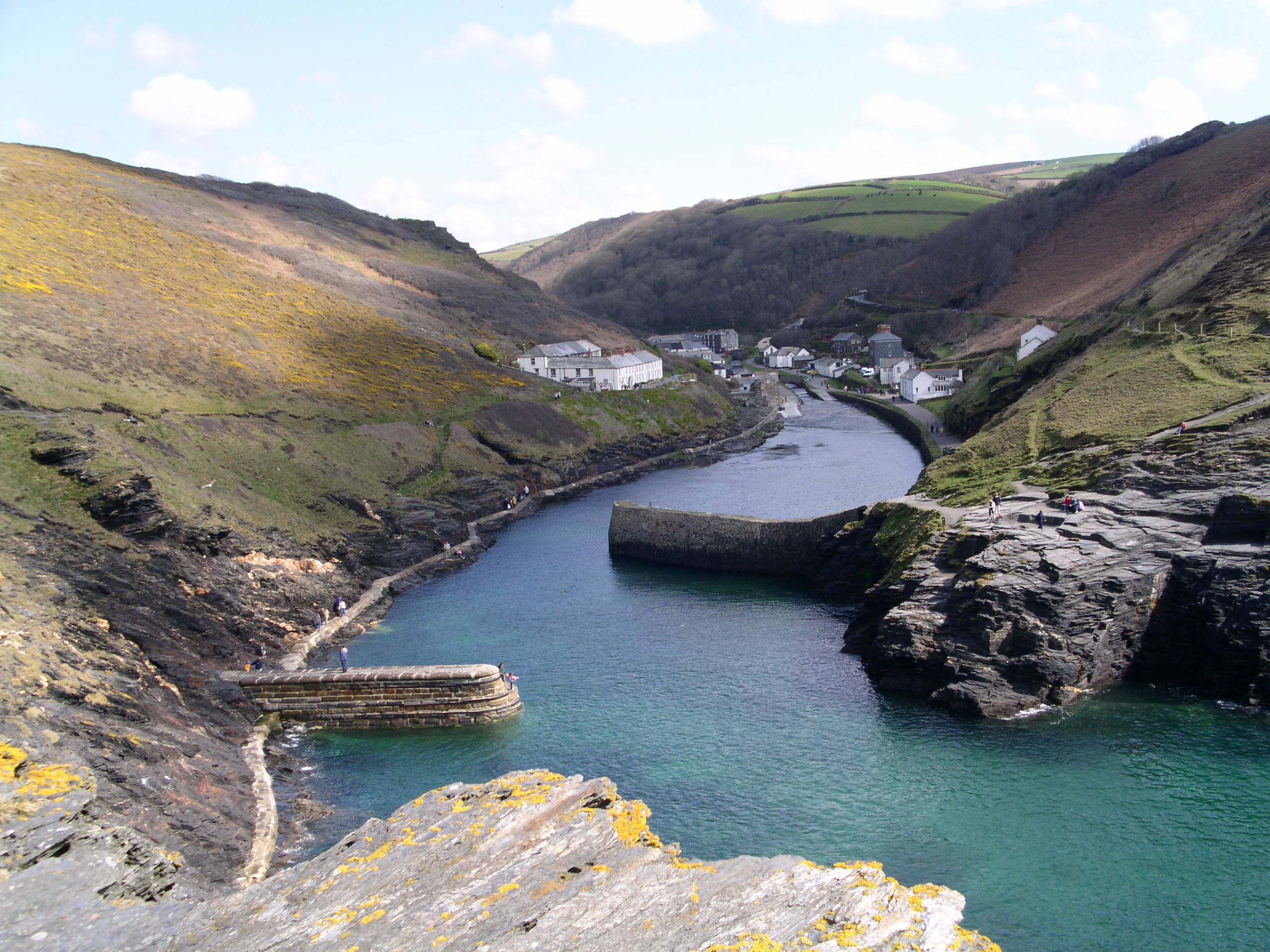
Blick auf Hafen und Stadt

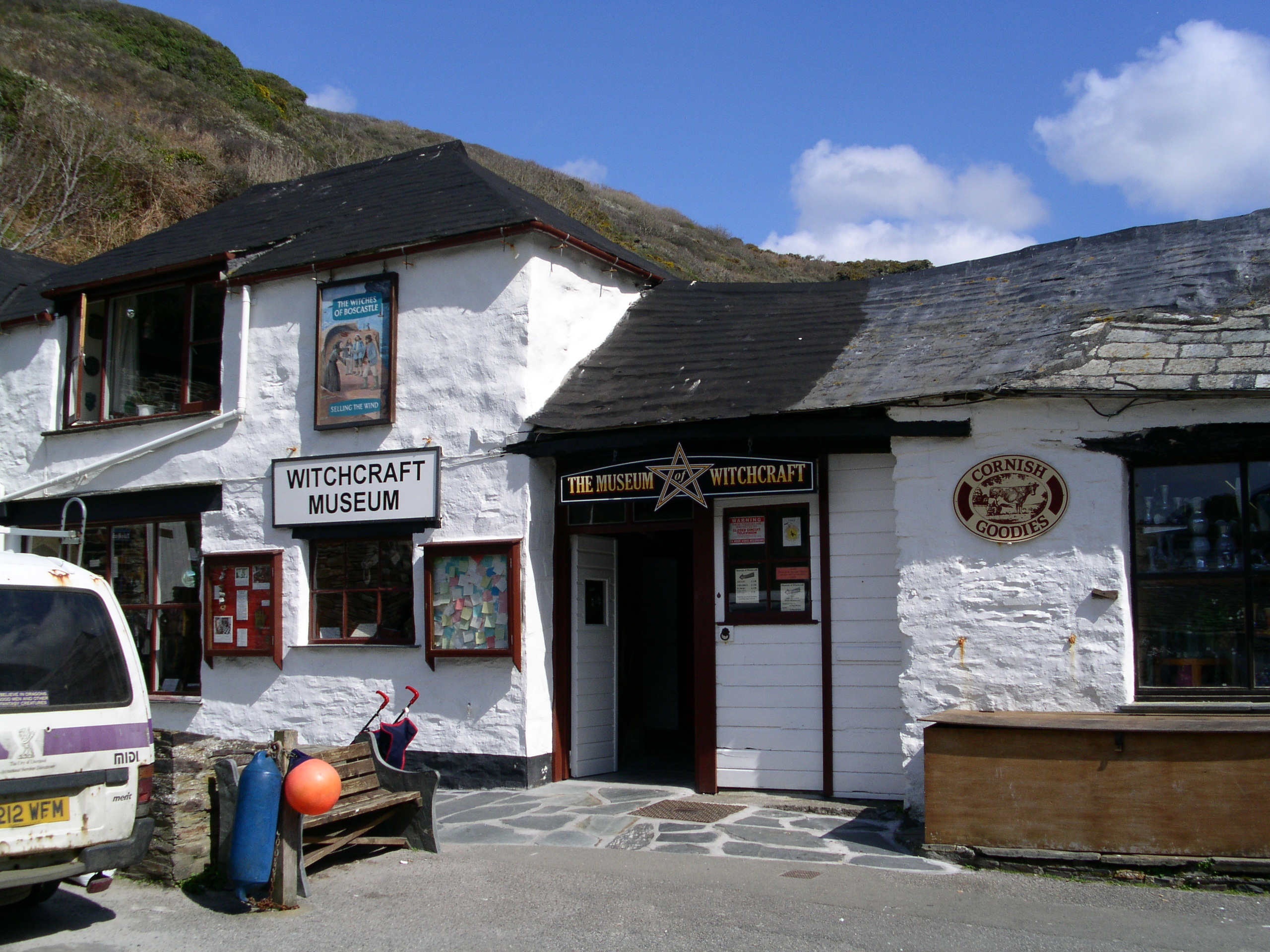
Museum of Witchcraft in Boscastle vor der Flut

Boscastle (kornisch Kastell Boterel) ist ein Küstenort der Gemeinde Forrabury im Norden der englischen Grafschaft Cornwall an der Atlantikküste. Der Ort liegt in einem schmalen Tal an der Mündung der Flüsse Jordan, Valency und Paradise. 
Der Tourismus ist die Haupteinnahmequelle von Boscastle. Der Ortskern im elisabethanischen Stil ist rund um den idyllischen Hafen angeordnet. Dieser wurde 1587 durch Sir Richard Grenville angelegt und bis ins 19. Jahrhundert für den Abtransport von Schiefer aus den nahegelegenen Steinbrüchen genutzt. Die Hafenmauern aus Naturstein schützen den Ort zudem vor Sturmfluten. Der Hafen wie auch große Teile des Ortes und der Umgebung werden vom National Trust betreut und gepflegt.
Sehenswert ist auch das Museum of Witchcraft, das angeblich die weltweit größte Sammlung von mit Magie in Verbindung gebrachten Artefakten beherbergt. Am südlichen Ende des Ortes befinden sich die Ruinen von Bottreaux Castle aus dem 11. Jahrhundert, das dem Ort seinen Namen gab. Der Großteil der Burg wurde im 16. Jahrhundert abgerissen, um die Steine für neue Häuser in Boscastle zu gewinnen. Der Ort liegt zudem unweit der Ruinen von Tintagel Castle, das mit König Artus in Verbindung gebracht wird. Eine weitere Touristenattraktion ist das High Cliff, mit 221 m die höchste Klippe Cornwalls.

## Flutkatastrophe 2004
Am Morgen des 16. August 2004 tobte ein heftiges Unwetter über Südengland, das den Pegelstand der durch Boscastle führenden Flüsse innerhalb einer Stunde um zwei Meter ansteigen ließ. Gegen 11 Uhr Ortszeit schoss eine vier Meter hohe Flutwelle durch das enge Tal und riss über 50 Autos sowie sechs Gebäude in den Atlantik. 20 weitere Häuser wurden so schwer beschädigt, dass sie später abgerissen werden mussten. 
Knapp 30 Minuten später begann eine der größten Luftrettungsaktionen der britischen Geschichte. Sieben SAR-Hubschrauber der Royal Air Force und Royal Navy bargen über 150 Menschen von den Dächern ihrer Häuser. Britische Medien sprachen später vom Wunder von Boscastle, da die verheerenden Flut keine Todesopfer forderte. Der Gesamtschaden der Flut in Boscastle wird auf 40 Mio. brit. Pfund (60 Mio. €) geschätzt.

## Persönlichkeiten
- William Fairchild (1918–2000), Schriftsteller und Drehbuchautor